# Esztergom
Esztergom [ˈɛstɛrgom] ⓘ  (lateinisch Solva, deutsch Gran, slowakisch Ostrihom, latinisiert Strigonium) ist eine Stadt mit Komitatsrecht im Norden von Ungarn, am rechten Ufer der Donau im Komitat Komárom-Esztergom gelegen. Sie war vom 10. bis zur Mitte des 13. Jahrhunderts Hauptstadt des Königreichs Ungarn. Die Donau bildet hier die Grenze zur Slowakei, wo die Schwesterstadt Štúrovo (ungarisch Párkány) liegt.

## Geschichte

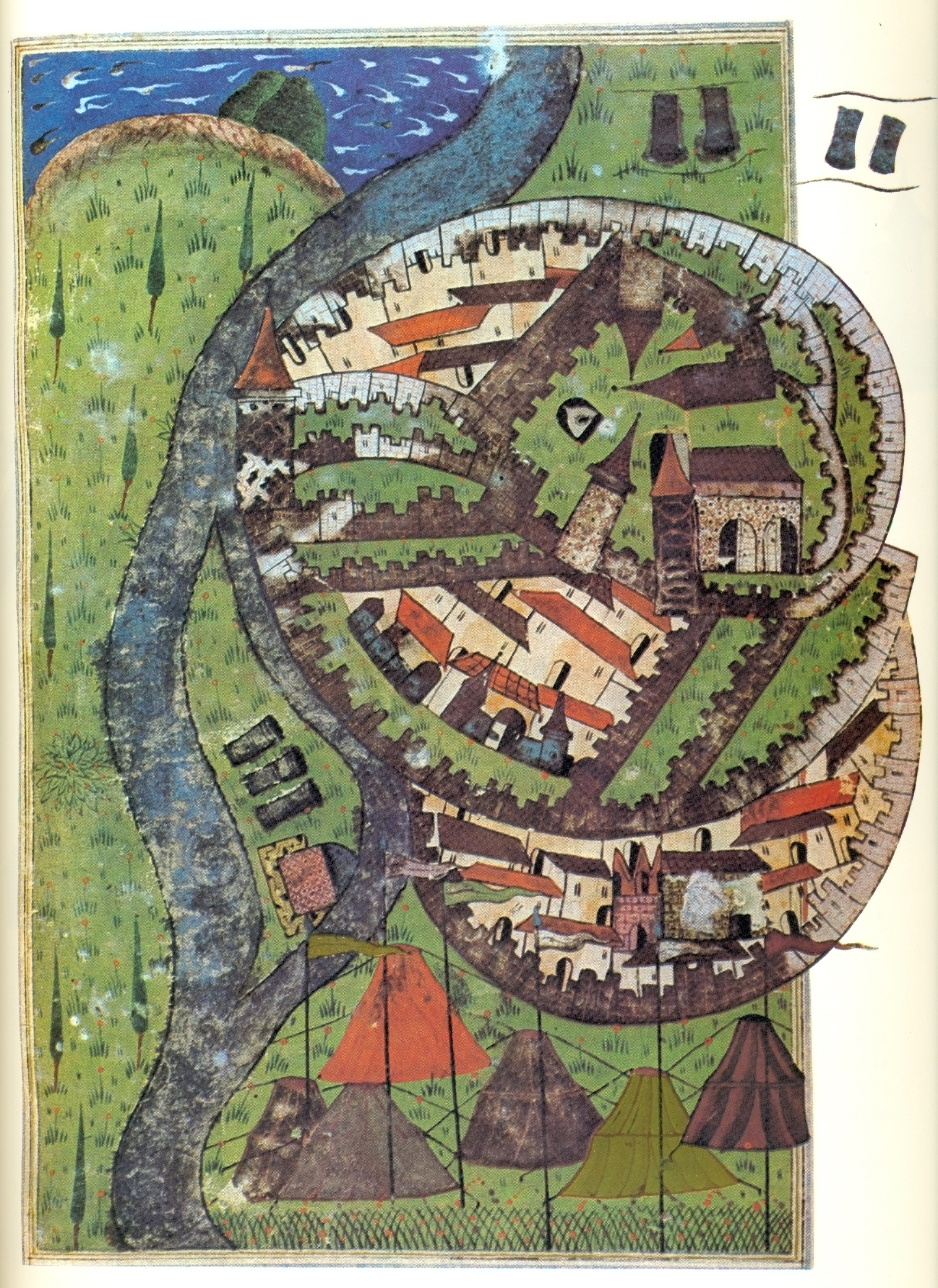
Esztergom im Jahr 1543 auf einer türkischen Miniatur

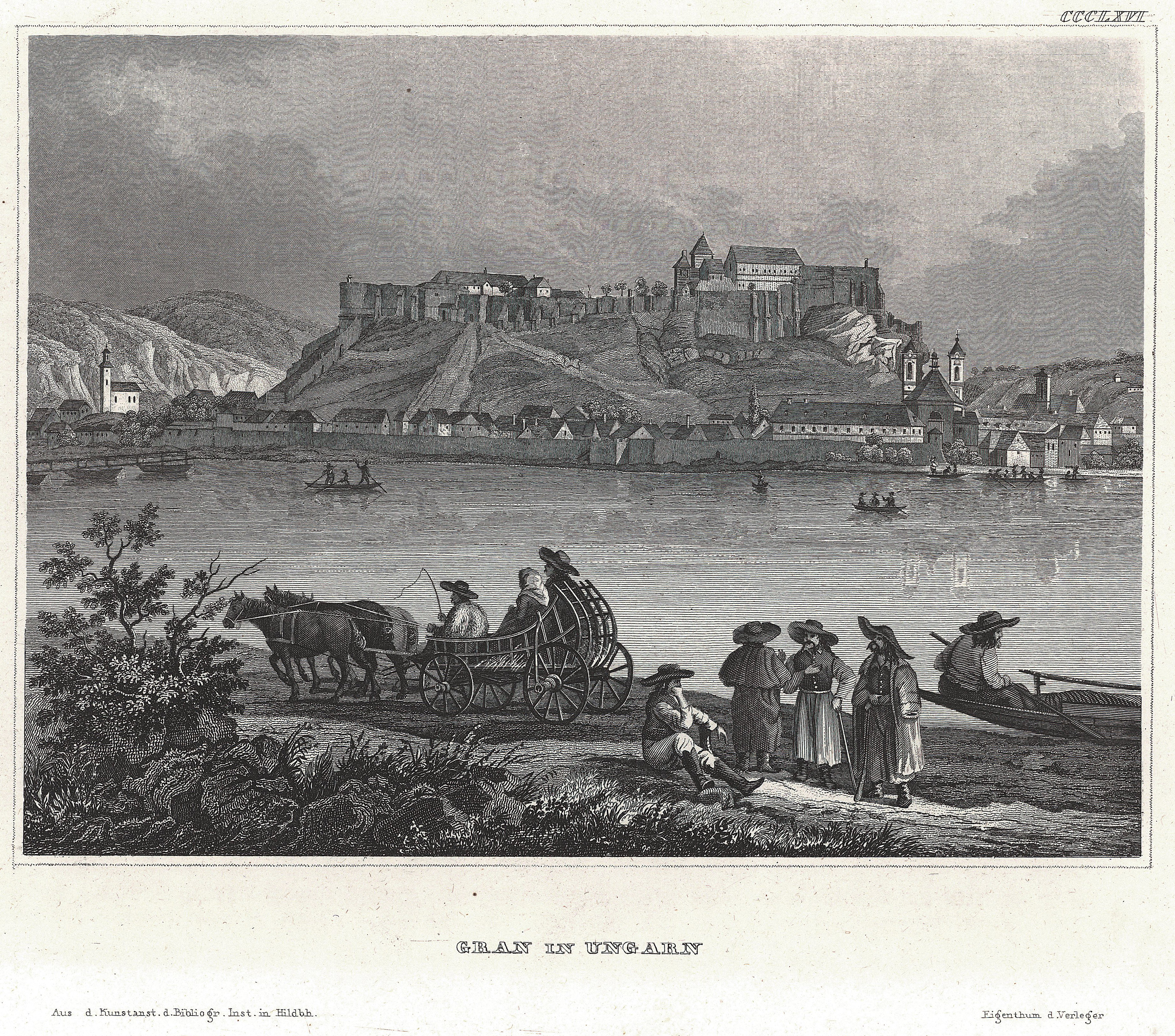
Blick auf Esztergom um 1840

Esztergom ist eine der ältesten Städte Ungarns. Die ersten bekannten Siedler waren Kelten der späten Latènezeit (150 v. Chr. – 30/1 v. Chr.) auf dem markant aufragenden Burgberg.
Nach der Besetzung des Landes errichteten die Römer am selben Platz das Kastell Esztergom mit einer um den Berg liegenden Siedlung und nannten den Ort Solva mansio. Nach der Völkerwanderungszeit siedelten sich in den Ruinen des Kastells Slawen an. Der nun unter anderem Ostrihom beziehungsweise latinisiert Strigonium genannte Ort war eine der zentralen Burganlagen des Neutraer Fürstentums und Großmährens. Ihr deutscher Name Gran leitet sich von dem Flussnamen Hron (Gran) ab, der gegenüber von Esztergom in die Donau mündet.
Nach der Ankunft der Magyaren in diesem Gebiet, zu Anfang des 10. Jahrhunderts, wurde Esztergom gegen Ende desselben Jahrhunderts Sitz des Großfürsten Géza und dann bis zum Ende des 12. Jahrhunderts einer der Hauptsitze ungarischer Herrscher. Nach dem großen Slawenaufstand von 983 richtete Kaiser Otto III. (980–1002) 1001/ 1002 das Erzbistum Gran zur Christianisierung des Landes ein, das gebietsmäßig bis ins 18. Jahrhundert weitgehend der heutigen Slowakei entsprach und als die kirchliche Hauptprovinz des Königreichs Ungarn galt – der Erzbischof von Gran trug den Titel Primas von Ungarn. Fast zeitgleich mit der Schaffung des Bistums wurde Stephan I. 1000/1001 zum ungarischen König gekrönt. Auf dem Burgberg entstand der erste Königspalast, zu dem auch eine christliche Basilika gehörte. Unter Stephan I. entstand auch das Komitat Gran.
Die Belagerung von Esztergom zu Weihnachten 1241 im Mongolensturm führte dazu, dass die damalige Hauptstadt zerstört und Buda zur Hauptstadt wurde.
Als die Stadt von 1543 bis 1683 Bestandteil des Osmanischen Reichs war, war Trnava (Tyrnau) (faktisch jedoch Pressburg (Bratislava)) Sitz des Erzbischofs von Esztergom. Anfang des 18. Jahrhunderts kehrte der Erzbischof nach Esztergom zurück. Nach der Befreiung von den Türken war die Stadt völlig verwüstet und musste neu besiedelt werden. Die große Zahl dieser Siedler bestand aus Deutschen und Slowaken.
Erst 1708 wurde die Stadt zu einer königlichen Freistadt erklärt.
Das Nibelungenlied hat einen Bezug zur Stadt: Der Zug der Nibelungen bzw. Burgunden führte von Worms nach Esztergom/Gran. Die Stadt wird deshalb auch Nibelungenstadt genannt.

## Sehenswürdigkeiten

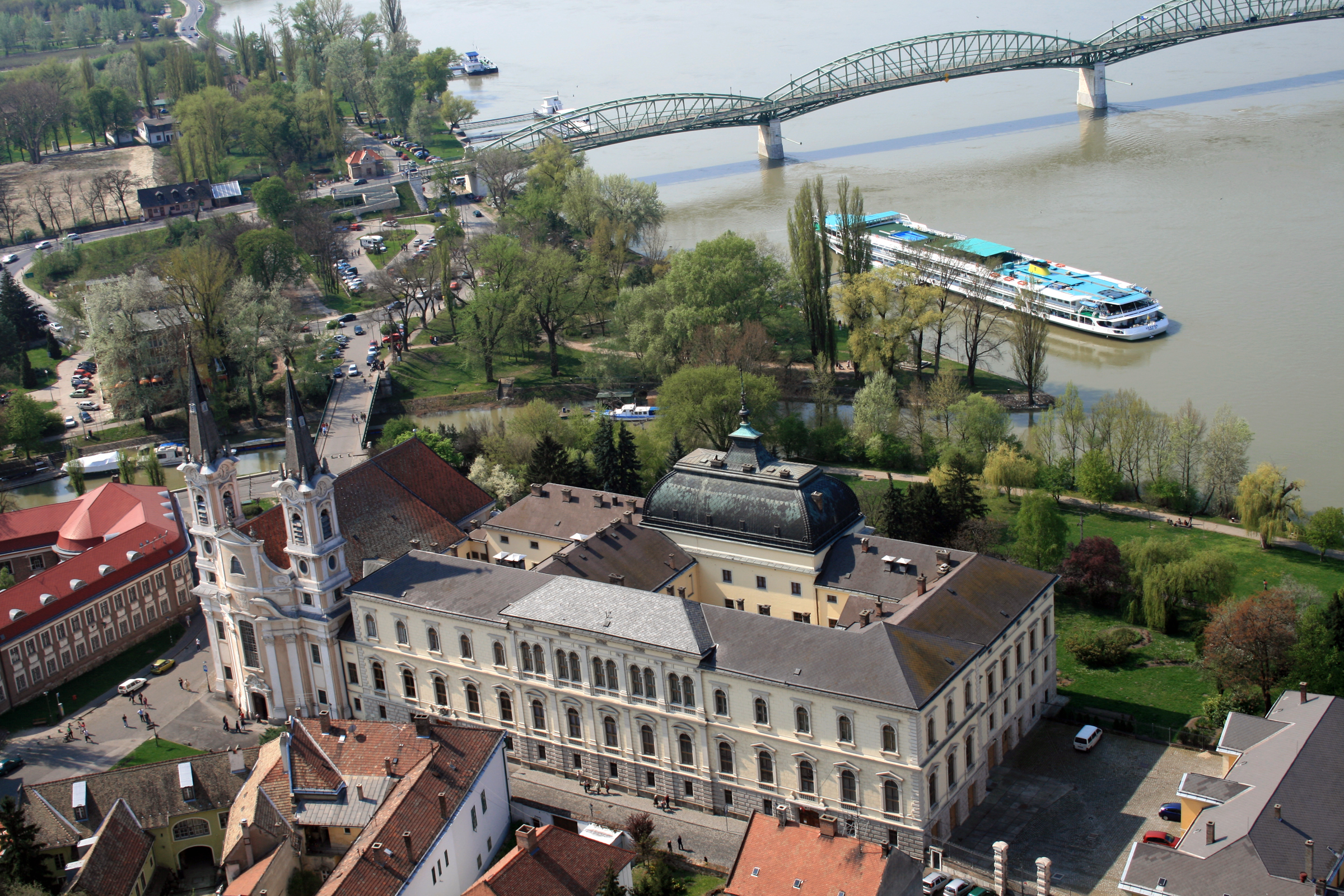
Christliches Museum und Maria-Valeria-Brücke im Hintergrund

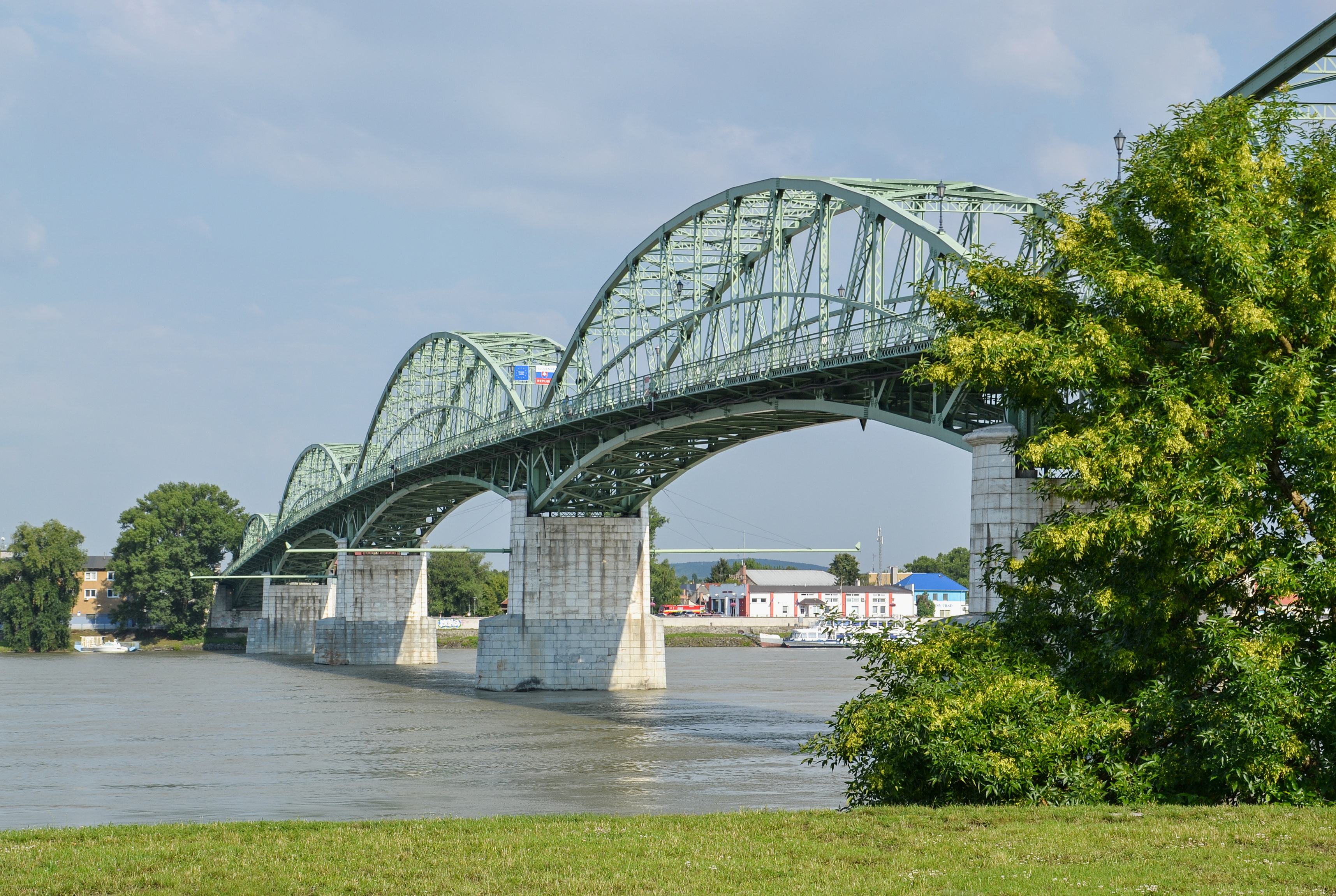
Maria-Valeria-Brücke

Die Stadt wird beherrscht von der 1838 bis 1846 durch den Architekten József Hild errichteten und größten klassizistischen Basilika des Landes, der Kathedrale Mariä Himmelfahrt und St. Adalbert, einer der größten Kirchenbauten Europas, die weit sichtbar auf dem Burgberg steht. Sie ist die größte katholische Kathedrale Ungarns mit einer Renaissance-Kapelle, die an die Basilika angegliedert ist. Die Basilika wird als Sitz des Primas von Ungarn – des Erzbischofs von Esztergom-Budapest – auch caput, mater et magistra ecclesiarum hungariae (Haupt, Mutter und Lehrerin der ungarischen Kirchen) genannt.
Südlich grenzt der im 11. Jahrhundert angelegte und im 12. Jahrhundert erweiterte königliche Burgpalast an die Basilika. 1256 wurde er die Residenz der Erzbischöfe.
Die Stadt beherbergt zahlreiche wichtige Museen, Bibliotheken und Archive. Besonders bedeutsam sind das Keresztény Múzeum (Christliches Museum) sowie die Schatzkammer der Kathedrale (Főszékesegyházi Kincstár), die reichste derartige Sammlung des Landes. Die Kathedralbibliothek (Főszékesegyházi Könyvtár oder Bibliothéka) stellt wiederum die älteste, reichste und größte kirchliche Bibliothek Ungarns dar.
Die Donaubrücke, die Esztergom mit Štúrovo (Slowakei) verbindet, wurde im Zweiten Weltkrieg von deutschen Truppen gesprengt und war bis 2001 unpassierbar. Im Jahre 2000 wurde mit dem Wiederaufbau begonnen, der 2001 abgeschlossen worden ist. Seither verkehren zwischen den Nachbargemeinden keine Fährschiffe mehr. Die Maria-Valeria-Brücke dient jetzt wieder als regionaler Grenzübergang in die Slowakei (siehe dazu Liste der Donaubrücken).

## Wirtschaft
Die japanische Suzuki Motor Corporation gründete 1991 das ungarische Tochterunternehmen Magyar Suzuki Zrt. in Esztergom und errichtete hier ein Zweigwerk zur Produktion von Kleinwagen.

## Religion

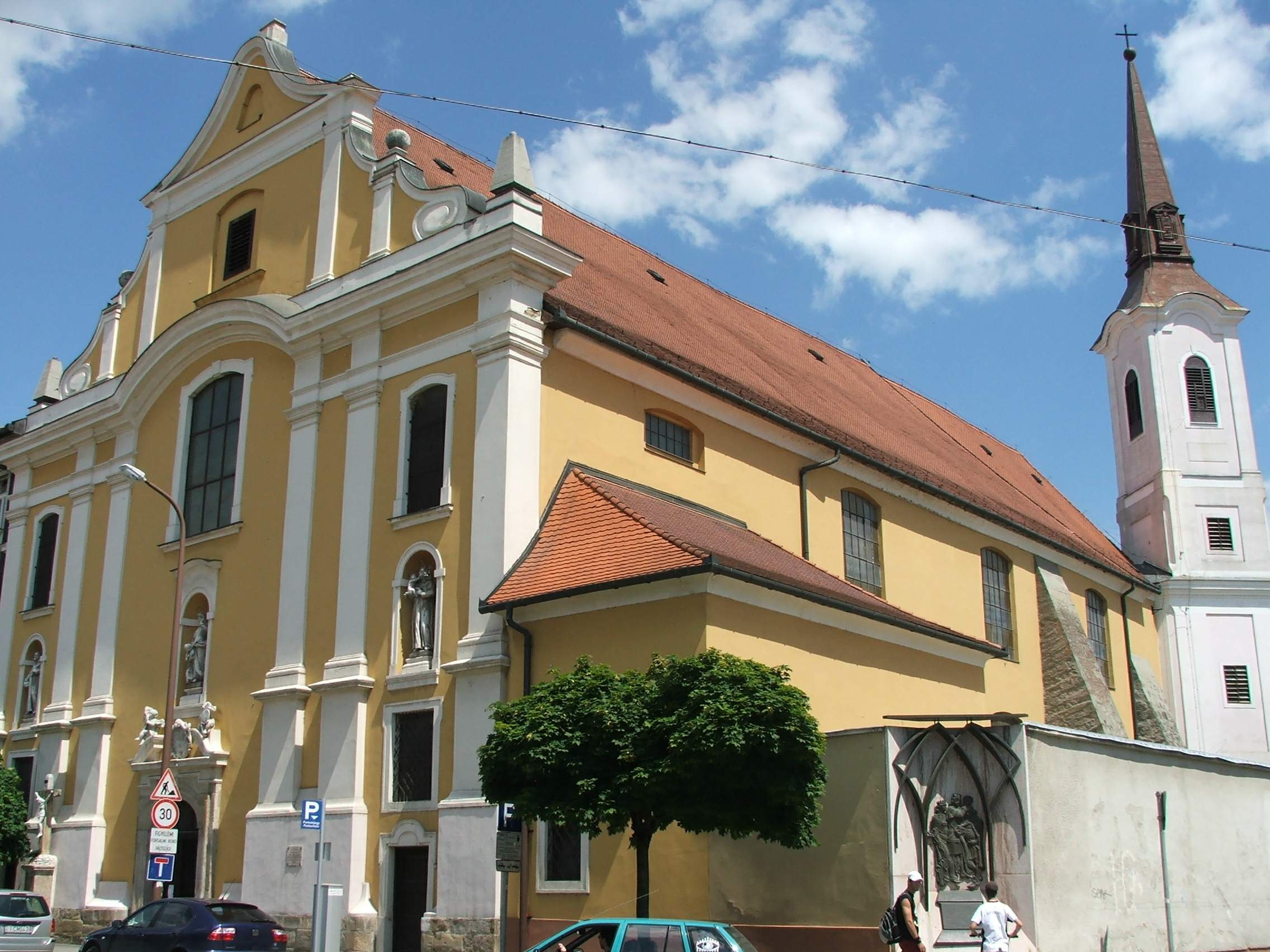
Franziskanerkirche

Die Stadt ist Sitz des römisch-katholischen Erzbistums Esztergom-Budapest.
Kirchen in Esztergom:
- Kathedrale von Esztergom
- St. Stephan (Szent István-, auch Kertvárosi templom)
- Franziskanerkirche (Szent Anna, auch Belvárosi ferences templom)
- St. Anna-Kirche (Kerektemplom)
- St. Peter-und-Paul (Belvárosi templom)
- St. Georg (Szentgyörgymezei templom)
- Kirche in der Wasserstadt mit dem christlichen Museum (Keresztény Múzeum)
- Griechisch-orthodoxe Kirche

## Verkehr

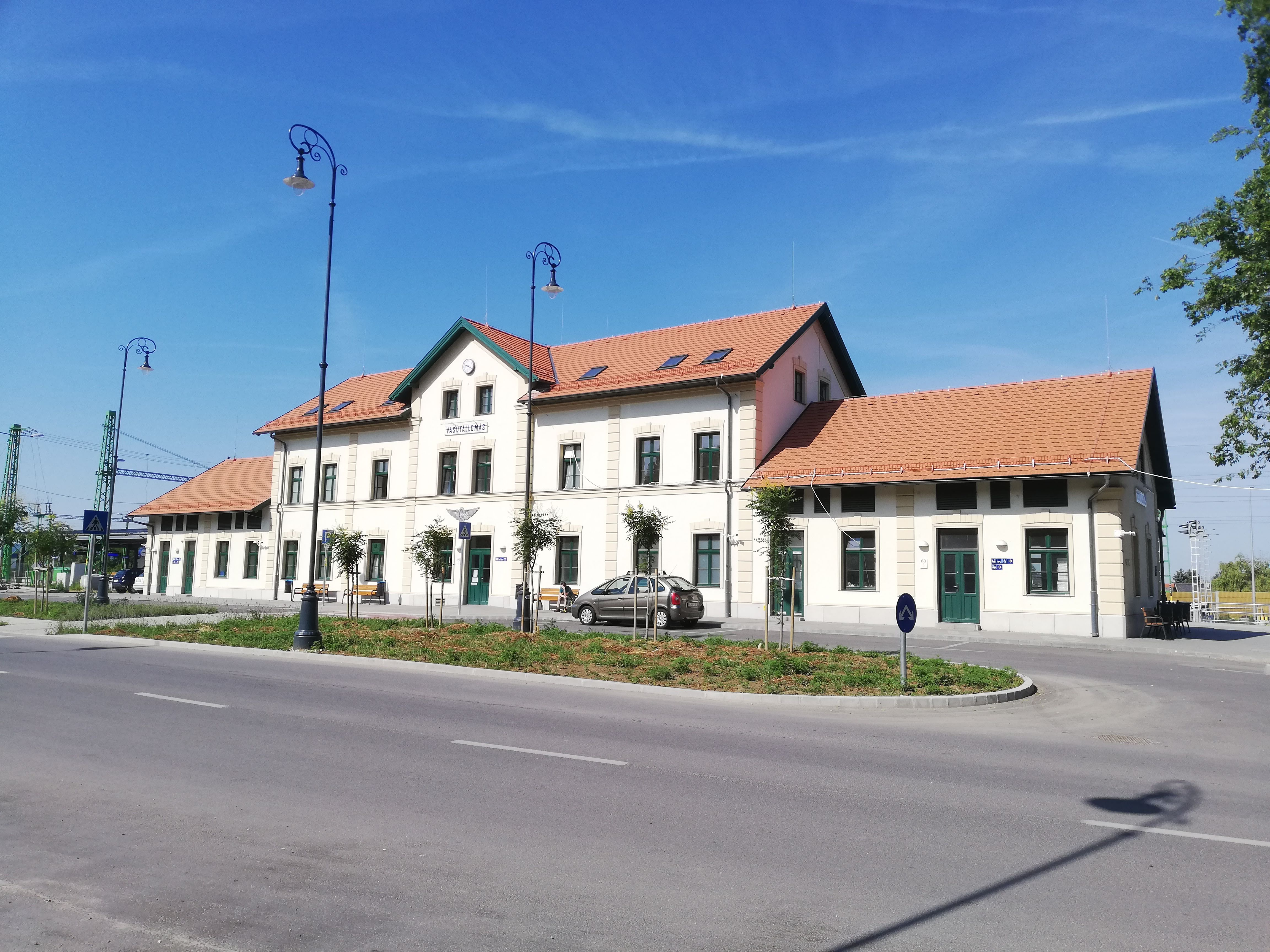
Bahnhof Esztergom

Esztergom besitzt einen kleinen, meist privat benutzten Flughafen und einen Hafen an der Donau.
In Esztergom verkehren zudem Linienbusse mit täglich 632 Fahrten. Der Zugverkehr ist in der Stadt ebenfalls von Bedeutung, da hier eine Regional-Linie aus Richtung Budapest endet.

## Regelmäßige Veranstaltungen
- Esztergom International Guitar Festival
- Fesztergom
- Jazztergom

## Partnerstädte
Esztergom pflegt partnerschaftliche Beziehungen zu folgenden Städten:
- Espoo, Finnland seit 1974
- Štúrovo, Slowakei seit 1991
- Bamberg, Deutschland seit 1992
- Cambrai, Frankreich seit 1992
- Ehingen (Donau), Deutschland seit 1992
- Maintal, Deutschland seit 18. Juli 1993
- Gniezno, Polen seit 1994
- Mariazell, Österreich seit 6. Mai 2002
- Canterbury, England seit 2004

## Persönlichkeiten

### Söhne und Töchter der Stadt
- Stephan I. (969–1038), erster König von Ungarn und Nationalheiliger des Landes
- Eusebius von Esztergom (1200–1270), Gründer der Pauliner-Ordens
- Jolenta Helena (1235–1298), Tochter von König Béla IV. von Ungarn und Maria Laskaris von Nicäa
- Peter Karl Ott von Bátorkéz (1738–1809), österreichischer Feldmarschallleutnant
- József Viber (1795–1866), römisch-katholischer Geistlicher und Bischof
- Helene von Bolváry (1889–1943), Schauspielerin
- László Szentgróthy (1891–?), Schwimmer
- Márta Kurtág (1927–2019), klassische Pianistin
- József Kenyeres (* 1955), Handballspieler und -trainer
- Sándor Urbanik (* 1964), Leichtathlet
- Gábor Tarkövi (* 1969), Trompeter
- Réka Krempf (* 1976), Boxerin
- Niki Vörös (* 1979), Jazzsängerin
- Tamás Hajnal (* 1981), Fußballspieler
- Dóra Zeller (* 1995), Fußballspielerin
- Balázs Szép (* 1999), Moderner Fünfkämpfer

### Personen mit Bezug zur Stadt
- Johann Vitez (1408–1472), kroatischer Bischof und Humanist, Erzbischof von Esztergom
- Tamás Bakócz (1442–1521), ungarischer Kardinal und Politiker, Erzbischof von Esztergom
- Bálint Balassi (1554–1594), ungarischer Dichter, verstarb bei der Belagerung der Stadt